# Cratere Manuel
Manuel è un piccolo cratere lunare di 0,57 km situato nella parte nord-orientale della faccia visibile della Luna.